# Liste der Kulturdenkmäler in Hasselbach (Hunsrück)
In der Liste der Kulturdenkmäler in Hasselbach sind alle Kulturdenkmäler der rheinland-pfälzischen Ortsgemeinde Hasselbach aufgeführt. Grundlage ist die Denkmalliste des Landes Rheinland-Pfalz (Stand: 27. Oktober 2023).

## Einzeldenkmäler
| Bezeichnung | Lage                       | Baujahr                           | Beschreibung | Bild            |
| ----------- | -------------------------- | --------------------------------- | --- | --------------- |
| Wohnhaus    | Dorfstraße 11 Lage         | Anfang des 19. Jahrhunderts       | Fachwerkhaus, Krüppelwalmdach, Anfang des 19. Jahrhunderts                                                                                        | Fotos hochladen |
| Wohnhaus    | Dorfstraße 16 Lage         | erste Hälfte des 19. Jahrhunderts | Fachwerkhaus, teilweise massiv und verschiefert, Krüppelwalmdach, erste Hälfte des 19. Jahrhunderts; Fachwerk-Stall, teilweise Backstein, um 1900 | BW              |
| Haustür     | Dorfstraße, an Nr. 33 Lage | Mitte des 19. Jahrhunderts        | spätklassizistische Oberlichttür, Mitte des 19. Jahrhunderts                                                                                      | BW              |